# المرأة في الفنون البصرية
جمعية المرأة في الفنون البصرية (MAV) هي جمعية بين القطاعات تضم نساء من مجال الفن المعاصر الإسباني، وقد تأسست على يد المنظّرة النسوية "روثيو دي لا فيا" في 9 مايو 2009 بهدف تعزيز حضور المرأة، ومحاربة عدم المساواة، والتصدي للتمييز ضدها في هذا المجال المهني. من بين أهداف الجمعية أيضًا العمل على تنفيذ المادة 26 من قانون المساواة الذي أُقر في إسبانيا عام 2007.
ومن يونيو 2012 حتى مارس 2017، ترأست الجمعية الخبيرة في الفن والنوع الاجتماعي ماريان لوبيز فيرنانديث-كاو. ومنذ ذلك التاريخ تولت ماريا خوسيه ماغانيا كليمنتي، وهي مديرة ثقافية، رئاسة الجمعية. في الفترة بين عامي 2020 و2022، كانت لولا دياز غونثاليث بلانكو هي الرئيسة، ومنذ مارس 2022 تشغل المنصب ماريبل دومينيك.
وبحلول عام 2021، تجاوز عدد العضوات في الجمعية 600 عضوة.
نشأت جمعية MAV (النساء في الفنون البصرية) نتيجةً لسلسلة من جلسات النقاش حول موضوع «الفن والمرأة»، نظّمها وزارة الثقافة الإسبانية يومي 4 و5 مارس عام 2009. جاء تأسيس الجمعية بعد تبادل الآراء بين المتخصصات المشاركات، وكنتيجة لاجتماع فريق عمل في أبريل من نفس العام، ضم كلًّا من: مارغاريتا أيسبورو، أوليفا أراونا، ماجدا بيلوتي، باتريثيا مايايو، تيريثا مورو، مارينا نونييث، إيسابيل تيخيدا، وروثيو دي لا فيا.
تأسست الجمعية رسميًا في 9 مايو 2009 على يد الأستاذة الجامعية والناقدة الفنية روثيو دي لا فيا، خلال اجتماع عُقد في مركز "لا كازا إنثينديدا" بمدينة مدريد، بمشاركة عدد من الفنانات والناقدات والقيّمات الفنيات ومنسقات المراكز والباحثات وصاحبات المعارض ومديرات المشاريع الثقافية في إسبانيا. وكان الهدف من التأسيس هو اتخاذ إجراءات للتغلب على عدم المساواة التي تواجهها النساء في مجال الفن المعاصر، ضمن إطار تنفيذ قانون المساواة الفعلية بين النساء والرجال (المادة 14 من الدستور الإسباني لعام 2007).
في عام 2010، أنشأت الجمعية مرصدًا سنويًا يُعنى بتحليل الوضع المهني للنساء في مجال الفنون البصرية في إسبانيا، من خلال إصدار تقارير وإحصائيات سنوية.
أنشأت MAV أيضًا منصات في عدد من الأقاليم الإسبانية، وقدمت نفسها في مراكز فنية مختلفة مثل:
مركز LABoral للفنون في خيخون (إقليم أستورياس) مؤسسة بيلار وجوان ميرو في بالما دي مايوركا (جزر البليار) مركز TEA للفنون في تينيريفي ومركز لا ريجينتا في لاس بالماس دي غران كناريا (جزر الكناري) مركز "هانغار" للفن المعاصر في برشلونة
في عام 2011، كانت MAV من بين الجمعيات التي دعمت "استراتيجية الفنون البصرية" التي أطلقتها المديرية العامة للفنون الجميلة بوزارة الثقافة الإسبانية بهدف تعزيز ودعم الأنشطة في هذا المجال.
كما تُعد MAV عضوًا في الطاولة القطاعية للفن المعاصر الإسباني، التي تأسست في المتحف الوطني مركز فن الملكة صوفيا في 23 يونيو 2015، والتي تهدف إلى توحيد صوت ومطالب الجهات الفاعلة في الفن المعاصر من خلال جمعيات تمثل مختلف المتخصصين في هذا المجال على المستوى الوطني.

## التاريخ
نشأت جمعية MAV (المرأة في الفنون البصرية) نتيجة لسلسلة من جلسات النقاش حول موضوع «الفن والمرأة»، التي نظمتها وزارة الثقافة الإسبانية يومي 4 و5 مارس 2009. جاءت هذه المبادرة بعد تبادل الآراء بين المهنيات المشاركات، وأسفرت عن تشكيل فريق عمل اجتمع في أبريل من نفس العام، تألف من:
مارغريتا أيسبورو، أوليفا أراونا، ماجدا بيلوتي، باتريسيا مايايو، تيريثا مورو، مارينا نونييث، إيسابيل تيخيدا، وروثيو دي لا فيا.
تأسست الجمعية رسميًا في 9 مايو 2009 على يد الأكاديمية والناقدة الفنية روثيو دي لا فيا، خلال اجتماع عُقد في مركز لا كازا إنثينديدا بمدينة مدريد، بمشاركة واسعة من فنانات، وناقدات، ومنسقات معارض، ومديرات مراكز، وباحثات، وصاحبات معارض، ومديرات ثقافيات من مختلف أنحاء إسبانيا.
كان الهدف من التأسيس هو طرح إجراءات لتجاوز عدم المساواة التي تعاني منها المرأة في مجال الفن المعاصر، ضمن إطار تنفيذ قانون المساواة الفعلية بين النساء والرجال (المادة 14 من الدستور الإسباني لعام 2007).
وفي عام 2010، أنشأت الجمعية مرصدًا سنويًا يُعنى بتحليل أوضاع النساء المحترفات في قطاع الفنون البصرية في إسبانيا، من خلال إعداد تقارير وإحصائيات تُنشر بشكل منتظم.
وقد أنشأت MAV منصات مختلفة في عدد من الأقاليم الإسبانية، وظهرت في مراكز فنية مرموقة مثل:
مركز LABoral للفنون في مدينة خيخون (أستورياس) مؤسسة بيلار وخوان ميرو في بالما دي مايوركا (جزر البليار) مركز TEA للفنون في تينيريفي مركز لا ريجينتا للفنون في لاس بالماس دي غران كناريا (جزر الكناري) ومركز هانغار للفن المعاصر في برشلونة
في عام 2011، كانت MAV من بين الجمعيات التي دعمت مبادرة «استراتيجية الفنون البصرية» التي أطلقتها المديرية العامة للفنون الجميلة التابعة لوزارة الثقافة الإسبانية، بهدف تعزيز ودعم الأنشطة المتعلقة بهذا المجال.
كما أن الجمعية عضو في الطاولة القطاعية للفن المعاصر الإسباني، التي تأسست في المتحف الوطني مركز فن الملكة صوفيا في 23 يونيو 2015، بهدف توحيد صوت ومطالب الفاعلين في مجال الفن المعاصر، من خلال جمعيات تمثل مختلف العاملين في هذا القطاع على المستوى الوطني.

## الأنشطة
في عام 2012، أُسست المجلة الإلكترونية M-Arte y Cultura Visual بهدف تناول قضايا الفن والثقافة البصرية من منظور جندري (نوع اجتماعي). تنشر المجلة مساهمات لفنانين ومتخصصين يتناولون قضايا الفن المعاصر وإدارة التراث الفني في إسبانيا وعلى الصعيد الدولي. روثيو دي لا فيا هي المؤسسة لهذه المجلة.
في نفس العام، تم إصدار كتاب "النساء في نظام الفن في إسبانيا"، وهو منشور شاركت في تحريره روزا أوليفاريس (عن دار EXIT للنشر) وجمعية MAV.
كما أطلقت الجمعية مشروع MMAVE، وهو أول متحف رقمي للفنانات التشكيليات في إسبانيا، تم إنشاؤه عبر تسجيل مقابلات فيديوية مع فنانات وناقدات، بهدف جمع شهاداتهن والمساهمة في إنشاء إرث بصري وشفوي يوثق تجارب النساء في الفنون.
وفي عام 2012 أيضًا، نظّمت الجمعية الدورة الأولى من مهرجان "نظرات نسائية" (Miradas de Mujeres)، تحت إشراف مارينا إسبينوسا، وكان الهدف منه منح مزيد من الرؤية والتمثيل للفنانات والمهنيات المنخرطات في سوق الفن، والبحث، وإدارة الممارسات الثقافية الفنية.
شهد المهرجان تنظيم أكثر من خمسين معرضًا ونشاطًا ثقافيًا في أبرز المؤسسات والمراكز الثقافية في منطقة مدريد طوال شهر مارس، ومن بين المؤسسات المشاركة:
متحف تيسين-بورنيميسزا المتحف الوطني مركز فن الملكة صوفيا مؤسسة مابفري وعدد من المعارض الفنية الخاصة. منتدى MAV
في عام 2015، تم إنشاء أول منتدى MAV للتفكير والنقاش، يُعقد كل عامين، وذلك في قاعة المحاضرات التابعة للمتحف الوطني مركز فن الملكة صوفيا.
أُقيمت فعاليات الافتتاح والعروض التقديمية للمشروعات، إلى جانب جلسات النقاش والمؤتمرات الوطنية والدولية، في قاعة نوفيل (Nouvel) بالمتحف.
وفي نفس العام، شاركت MAV في تقديم مجموعة Guerrilla Girls في مركز ماتاديرو مدريد. هذه المجموعة من الفنانات الأمريكيات معروفة بنقدها الاجتماعي، وتسلط أعمالها الضوء، من خلال الإحصاءات، على ضعف تمثيل المرأة في المتاحف والمراكز الفنية الكبرى.
أما في عام 2019، فقد أقيم منتدى MAV في مدينة فيتوريا خلال شهر نوفمبر، وفي مدريد خلال شهر ديسمبر، في متحف تيسين-بورنيميسزا، وكان موضوعه الرئيسي المتاحف والنوع الاجتماعي (الجندر).

## البينالي
في عام 2016، تم إطلاق بينالي "نظرات نسائية" (Miradas de Mujeres) كبديل لمهرجان "نظرات نسائية" الذي أُقيم في ثلاث دورات سابقة.
جاءت فكرة البينالي بهدف تفكيك المركزية الزمنية التي كانت تحصر الأنشطة في شهر مارس فقط، ولهذا تم تمديد فعاليات البينالي حتى شهر ديسمبر من نفس العام.
وفي عام 2018، أُقيمت دورة جديدة من البينالي في جميع أنحاء الأراضي الإسبانية، وكان الهدف منها إنتاج وجمع المبادرات التي تُبرز مواهب النساء، والتي تتخذ من النوع الاجتماعي (الجندر) محورًا للتفكير والنقاش.
أما في عام 2020، فلم يُقام البينالي بسبب جائحة كوفيد-19.

## أنشطة أخرى
بمناسبة اليوم الدولي للمرأة، أُقيم في 7 مارس 2017 لقاء بعنوان «الثقافة والنساء»، جمع بين عدة جمعيات نسائية فاعلة في المجال الثقافي. شارك في اللقاء كل من: فاطيما أنيو، عضوة في MAV ومديرة مرصد الإبداع والثقافة المستقلة فرجينيا ياغي، رئيسة جمعية النساء السينمائيات والعاملات في الوسائط السمعية البصرية مارغريتا بورخا، رئيسة جمعية "كلاسيكيات ومعاصرات"، وهي جمعية تُعنى بالمساواة الجندرية في الثقافة الحديثة
أدارت اللقاء كونتشا إيرنانديث، مديرة مهرجان Ellas Crean ومديرة مركز كوندي دوكي الثقافي في مدريد.شاركت جمعية MAV في سلسلة مؤتمرات "النساء في الفنون"، التي نظّمتها حكومة إقليم مدريد في الفترة من 8 إلى 25 مارس 2017.
تناولت هذه السلسلة من المؤتمرات عدة مواضيع، من بينها:
تمثيل المرأة عبر تاريخ الفن
حضور النساء في المجال الفني
الممارسات الفنية من منظور نسوي
كان الهدف من هذه اللقاءات هو تحليل واقع المرأة في الفن وتسليط الضوء على الإسهامات النسائية من خلال رؤية نقدية نسوية.

## جوائز MAV
تم إنشاء جوائز MAV في عام 2010، وتُمنح سنويًا بهدف تكريم المسيرة المهنية للنساء في مجال الفنون، وتسليط الضوء على إسهاماتهن في هذا القطاع.
فئات الجوائز: جائزة أفضل فنانة: تُمنح للنساء اللواتي حافظن على تماسك فني واضح في مسيرتهن وأسهمن في الإبداع المعاصر. جائزة أفضل باحثة/نظريّة: تُمنح للنساء اللواتي يبحثن في الفن من منظور جندري (نسوي). جائزة أفضل مديرة ثقافية: تُكرّم النساء اللواتي يعملن في الإدارة والتنظيم الفني، ويساهمن في تعزيز المساواة والتميّز داخل النظام الفني. جائزة أفضل صاحبة معرض فني (غاليريست): تُمنح للنساء اللواتي يروّجن، من خلال المعارض التي ينظمنها، للفن المُنتَج على يد نساء. جائزة أفضل مشروع فني: تُمنح لفنانة أو مجموعة فنية قامت بإنتاج مشروع مميز حول الفن والنوع الاجتماعي.
يُقام حفل توزيع الجوائز في مدن إسبانية مختلفة كل عام. أما الجائزة المادية، فهي عبارة عن عمل فني من إبداع الفائزة بالجائزة في الدورة السابقة.